# 宮武和広
宮武 和広（みやたけ かずひろ、1958年11月19日 - ）は、プログレッシブ・ロックバンド、ミスターシリウスのリーダーであり、傘の老舗「心斎橋みや竹」の4代目店主。キングレコード所属。大阪府大阪市出身。
大阪府立住吉高等学校卒業、関西学院大学商学部中退。1991年を最後に音楽的な理由と家業の建て直しなどのさまざまな理由から音楽活動を停止。その後数年、景気の悪化を受けて100年以上続いた心斎橋の実店舗が閉店に追い込まれるなど、厳しい逆境のなかで、1996年にのインターネット黎明期というインターネットがまだ広く一般的に認知されていない当時においていち早くその将来性を見出しその可能性に賭けオンラインショップとして参入したことでネットにおける傘の専門店として第一人者的な存在となることに成功する。現在は日本において特に名の知られたオンラインの傘専門店「傘の心斎橋みや竹」店主として日々多忙な業務をこなす。Twitterなどでは傘の専門知識を生かした傘専門の相談役、コンシェルジュとしての活動も行う。傘の文化に関する活動も行っている。
ミュージシャンとしてはフルート、ベース、エレキギター(レスポールカスタム)、12弦ギター、クラシックギター(ホセラミレス、河野賢)、アコーディオン、キーボード、ハモンドオルガン、メロトロン、オーボエ、アルトサックス、クラリネット、ピッコロ、カリンバ、オートハープ等複数の楽器を自身のアルバムにおいて各パートで演奏し分ける、日本のマルチプレイヤーの草分け的存在である。